# Нові Мати
Нові Мати́ (рос. Новые Маты, башк. Яңы Маты) — село у складі Бакалинського району Башкортостану, Росія. Входить до складу Староматинської сільської ради.
Населення — 323 особи (2010; 392 у 2002).
Національний склад:
- кряшени — 62 %